# Chabel
Chabel es una muñeca que nació en los años 80, fabricada por la empresa de juguetes Feber. Está basada en una patente de la muñeca japonesa Licca Chan de la empresa Takara. Con multitud de modelos, ropa, complementos, accesorios y "La familia de Chabel" con su Papá, Mamá, unos hermanos mellizos: Melli y Zos, y un amigo/novio llamado Danny.
Se dejó de fabricar en el año 1992 convirtiéndose desde entonces  en objeto de coleccionismo. En septiembre de 2024 Chabel regresará de la mano de Famosa y Giochi Preziosi, con un esperada reedición eligiendo un modelo inspirado en la colección High School.

## Origen
En el año 1967 la empresa juguetera Takara lanzó al mercado una muñeca, diseñada por la dibujante de manga Miyako Maki. Y nació Licca-Chan creada con imagen de una chica de once años. Estudiante, colabora con las tareas domésticas, le encanta la lectura y las series de televisión de dibujos animados. Su familia se compone de sus padres, sus abuelos, cinco hermanos y hermanas y un montón de amigos. Feber consigue a través de Takara la patente para fabricar una muñeca similar con algunas variaciones en su aspecto, así nace Chabel.

## Primera Etapa
Colecciones años 1984-1989

La idea de Feber era fabricar una muñeca adolescente de unos 16-17 años que fuera reflejo de la juventud de la época y que mantuviera una esencia real, es decir, que las situaciones, ropa y complementos cualquier niña los pudiera identificar como suyos.

### La primera Chabel
La primera colección donde se da a conocer la muñeca se llamó "Chabel como tu quieres ser" en 1984, donde aparece con multitud de modelos. Estas primeras Chabel miden 22 cm, tienen los ojos redondos, el trazado de la pestañas ancho, labios finos con colores tenues, los brazos son un poco gruesos pero se pueden doblar, al igual que la cintura que gira totalmente, en cambio las piernas no consiguen ponerse en un ángulo de 90º como ocurre con los últimos modelos. Como curiosidad, no todas tienen el flequillo pegado a la frente, que tanto la caracteriza, sino que también puede haber con raya al medio, siendo los colores del pelo negro, rubio, pelirrojo y castaño. Las cajas eran de color rosa y blanco y por la parte posterior e incluso en algunos casos en la portada, venía una imagen Chabel o un dibujo de una adolescente en variadas situaciones y con distintos vestidos y peinados. También se especificaba en la caja escrito "Chabel como tu quieres ser".
De las primeras Chabel son:
- Chabel Tenista.
- Chabel Colegiala.
- Chabel Patinadora.
- Chabel Comunión.
- Chabel Safari.
- Chabel y Danny Sport.
- Chabel Cumpleaños.(1º modelo, hay dos el segundo pertenece a otra colección)
- Chabel Esquiadora.
- Chabel Barbacoa.
- Chabel Hawuai.
- Chabel Chandal.
- Chabel First clases o Rock
- Chabel Alpes.
- Chabel New Look.
- Chabel Marina.
- Chabel Footing.
- Chabel Montmartre.
- Chabel Astronauta.
- Chabel Golfista.
- Chabel Acampada.
- Chabel Vacaciones.
- Chabel Reportera.

También son de las primeras Chabel:
- Chabel y su Lazo modelos: Mónaco, Primavera, Impacto, Sueño Dorado e Ilusión.
- Chabel en la alta montaña.
- Chabel Vacaciones.
- Chabel y su tabla de Surf.
- Chabel Barbacoa.

De esta primera época son los complementos:
- La cocina de Chabel.
- La habitación de Chabel.
- La heladería de Chabel.
- La tienda de Chabel.
- La clínica de Chabel.
- Salón Stetticienne de Chabel.
- La Boutique de Chabel.
- Villa grande Chabel. (posibilidad)
- Villa de Chabel, no luminosa.
- Villa de Chabel, luminosa.

Danny de esta época:
- Danny cálido.
- Danny Footing.
- Danny Rock.

Mencion especial para:
- Chabel y su Bici.
- Chabel, Danny y su Bici-Taxi Marbella.
- Chabel, Danny y su Bici Tándem.

El modelo Bici-Taxi y Bici Tándem fue una auténtica novedad y es uno de los más queridos y recordados. Aquí Chabel y Danny tenían un mecanismo bisagra en las rodillas que les permitía pedalear. Con este accesorio se completaban los modelos Sport de Chabel y Danny.

### Colecciones años 1988-1989: Chabel-La revolución
A finales de los años 80, Chabel se consolida como la muñeca preferida de toda una generación de niñas, que ven en ella algo distinto y diferente a cualquier otra muñeca y esto que hace que sus ventas se disparen. Es en esta época, en los años 88-89, cuando aparecen más modelos nuevos y complementos de Chabel, muchos de ellos llegaban a las tiendas y se agotaban en pocos días, lo que hacía que su demanda fuera en aumento. Aquí empieza la época dorada de Chabel.

#### 1. La colección “Chabel Supervan”
Es tal vez, la que mayor impacto causó desde su lanzamiento, fue uno de los complementos más deseados y de los que más rápido desparecían de las tiendas. La idea consistió en crear un complemento de la muñeca que juntos, potenciaran la imaginación de los más pequeños al inventarse mil aventuras que podían vivir y los muchos lugares a los que les llegarían con la Supervan de Chabel. 
El complemento estrella de esta colección era la Autocaravana con luz de Chabel:
Esta caravana estaba totalmente equipada; sus colores eran rosa y blanco con el nombre de Chabel en las puertas y un asa en el techo para poder llevarla. Para abrirla bastaba con levantar un lateral y se subía. (igual que la puerta de un garaje).
En su interior la cama litera para Chabel con un colchón con bonitos estampados y una escalera por la que subir, una cocina con multitud de accesorios, un salón pequeño con dos sofás acolchados, una mesita y dos sillas y otra mesa de camping y en la parte de atrás tenía una escalera para acceder al techo y un espacio para llevar la bici de Chabel. No le faltaba ningún detalle, hasta el punto de tener luz en su interior que se accionaba con un mando a distancia.
La verdad es que Feber se esmeraba en la creación de sus juguetes hasta el punto de ser muy perfeccionistas, por lo que la calidad de sus productos estaba totalmente garantizada.
Los modelos de Chabel Supervan eran:
- Chabel Supervan
- Chabel y Danny Supervan excursión, con una tienda de campaña, nevera de camping, dos sacos de dormir, dos mochilas con una botella de agua y una linterna, y una barbacoa.
- Chabel Supervan Barbacoa , con una barbacoa, una mesa de camping, una silla y pequeños accesorios
- Chabel Supervan Safari,
- Chabel Supervan Reportera, totalmente equipada con su cámara, maleta y prismáticos.
- Chabel Supervan Vacaciones, con su traje de baño, toalla, mochila, peines y demás accesiorios y su nevera de camping.

#### 2. La colección "Chabel Cenicienta"
Es una de las colecciones más especiales donde, Feber hace suya la famosa historia de "Cenicienta" y la adapta a Chabel que aparece como una verdadera princesa, con una gran variedad de vestidos divididos en los distintos modelos de "Chabel pobre o campesina" y "Chabel princesa" y lo mismo sucede con "Dany pobre o campesino" y "Dany príncipe". Este serie de muñecas Chabel se completaban con 5 accesorios que como siempre Feber se empeña en destacar por su perfección y detalle.
Los modelos de la Colección Chabel Cenicienta:
- Chabel Cenicienta Mod. Pobre.
- Chabel Cenicienta Mod. Pobre Cosecha.
- Chabel Cenicienta Mod. Pobre Siembra.
- Chabel Cenicienta Mod. Pobre Campo.
- Chabel Cenicienta Mod. 12 Noche.
- Chabel Cenicienta Mod. Hada Madrina.
- Chabel Cenicienta Mod. Hora Mágica.
- Chabel Cenicienta Mod. Princesa.
- Chabel Cenicienta Mod. Ensueño.
- Chabel Cenicienta Mod. Fantasía.
- Chabel Cenicienta Mod. Rosas.
- Chabel Cenicienta Mod. Lilas.
- Chabel Cenicienta Mod. Violetas.
- Chabel Cenicienta Mod. Pensamientos.
- Chabel Cenicienta Mod. Margaritas.
- Chabel Cenicienta Mod. Orquídeas.
- Chabel Cenicienta Día y Noche.
- Chabel Cenicienta y Danny Príncipe Baile.
- Chabel Cenicienta y Danny Príncipe Noche.
- Chabel Cenicienta y Danny Príncipe Ilusión.
- Chabel Cenicienta y Danny Príncipe Romanza.
- Chabel Cenicienta y Danny Príncipe Poema de Amor.
- Chabel Cenicienta y Danny Príncipe Encuentro.
- Danny pobre pastor.
- Danny pobre campesino.
- Danny pobre agricultor.
- Danny príncipe guerrero.
- Danny príncipe trovador.
- Danny príncipe caballero.

También se vendían independientes, sin muñecos, todos los trajes de "Chabel y Danny Cenicienta". Incluso había el formato de una Chabel vestida de Cenicienta pobre y en la misma caja traía un vestido de Cenicienta princesa.
Todas estas Chabel y Danny tenían 5 magníficos accesorios que se aumentaban al infinito las horas de juego:
- La casita Chabel Cenicienta pobre, es una casita preciosa con luz, dos plantas y jardín. En la 1ª planta tiene una cocina y una chimenea con multitud de accesorios entre ellos, una mesa y dos sillas. En la 2ª planta, con acceso a través de una escalera, esta la cama y la mesilla de noche.
- El palacio mágico Chabel Cenicienta, es una precioso palacio con luz, y con toque de la varita mágica funcionan todos los resortes secretos.
- Dormitorio Real Chabel Cenicienta, con cortinas que se mueven, luz y sonido, que funcionan con la varita mágica.
- Banquete Real Chabel Cenicienta, un completo banquete con luz y sonido.
- Carroza Chabel Cenicienta, también con luz y con resortes que funcionan con un toque de la varita.

#### 3. La colección "Chabel Diffusion" y "Chabel Diffusion Super Color"
En el año 1989 sale a la venta "Chabel Diffusión". En esta nueva colección nos muestran a una Chabel con una ropa moderna y actual con colores muy vivos, las muñecas llevaban calcetines-medias hasta la rodilla y zapatos, estilo deportivas, de varios colores. Había seis modelos diferentes donde cada peinado de Chabel es distinto: melena rubia o castaña larga, media melena rubia o castaña con trencita (estilo creado en Chabel Supervan) siempre con su característico flequillo. Se nombran a los modelos como "Chabel Diffusión, mod one, two, three, four, five y six". De complemento en las cajas traían un sombrero y un maletín para Chabel y un monedero para los niños con el nombre de Chabel.
Estos son los modelos, por supuesto Feber vendía aparte, sin la muñeca, todos los vestidos y complementos que traía cada modelo, como curiosidad los zapatos venían en una cajita que ponía "Chabel shoes":
- Modelo Diffusion One.
- Modelo Diffusion Two.
- Modelo Diffusion Three.
- Modelo Diffusion Four.
- Modelo Diffusion Five.
- Modelo Diffusion Six.

Feber también saca a la venta otra colección complementaria "Chabel Diffusion Super Color", una gran idea por su parte ya que combina el nuevo estilo de ropa que estaba creado para Chabel con modelos elegantes y una línea de ropa interior cuidada al mínimo detalle. Pocas marcas de muñecas, como Feber, trabajaban tan a fondo en el detalle de sus juguetes tal vez en eso estaba el éxito de ventas que tuvo durante mucho tiempo.
Había tres modelos de Chabel Super Color:
- Chabel Supercolor Violeta.
- Chabel Supercolor Rosa.
- Chabel Supercolor Azul.

Cada uno de ellos venía: con una muñeca vestida con un conjunto del color de la colección, otro conjunto de ropa (a parte del que traía puesto Chabel), dos conjuntos de ropa interior y tres pares de zapatitos del color de la colección: unos de tacón, otros planos y unas zapatillas. Como regalo para la niña un Lazo.

#### 4. La colección "High School"
También en el año 89 sale a la venta Chabel High School, con seis modelos diferentes, se presentaba esta colección, como una renovación de Chabel colegiala, con unos vestidos actuales y muy coloridos con sus clásicas medias hasta las rodillas, una maletín y unas gafas de estudiante grandes. El color de pelo eran rubio y castaño con flequillo y variaba el largo según el modelo. Como complemento para los niños un escudo (diferente en cada modelo) que se cosía en la ropa. 
Los modelos eran:
- Modelo High School Cambridge.
- Modelo High School Yale.
- Modelo High School Harvard.
- Modelo High School St. Catherine´s.
- Modelo High School Michigan.
- Modelo High School University.

De la colección High School también son:
- Cartera colección Chabel High School.
- Expositor Hexagonal Chabel High School.

Cada uno de los vestidos se vendían solos, sin la muñeca. También se llegó a vender una muñeca sola en un maletín de plástico con todos los modelos High School.

#### 5. La colección "Chabel Olímpica"
Con motivo de las olimpiadas de Barcelona 92, Feber saca una colección de Chabel Olímpica, con el que anima a los niños a hacer deporte y prepararse con Chabel para las próximas olimpiadas. Esta colección salió a la venta también en el año 1989, el año más fructífero en lo que a modelos de Chabel se refiere.
Había seis Chabel con diferentes peinados y color de pelo para seis modalidades deportivas, como siempre el detalle y cuidado de la muñeca y complementos es admirable:
- Chabel Olímpica Mod. Esgrima.
- Chabel Olímpica Mod. Badmington.
- Chabel Olímpica Mod. Voleibol.
- Chabel Olímpica Mod. Natación.
- Chabel Olímpica Mod. Gimnasia Rítmica.
- Chabel Olímpica Mod. Béisbol.

Complementos:
- Expositor Hexagonal Chabel Olímpica.

#### 6. La colección "Chabel Madonna"
En esta colección de Chabel que hace un pequeño homenaje a Madonna, cantante con mucho éxito ya en los años 80, Feber lanza al mercado una serie de muñecas inspiradas en la artista con diferentes peinados y modelos coloridos, modernos y ochenteros, además de pulseras y cadenas que spn complementos perfectos para Chabel Madonna. En la caja venía un Lazo de regalo para la niña.
También se vendía en un maletín de plástico una muñeca Chabel con todos los conjunto de ropa de la colección
Los modelos de Chabel Madonna:
- Chabel Madonna Mod. Los Angeles.
- Chabel Madonna Mod. New York.
- Chabel Madonna Mod. Washington.
- Chabel Madonna Mod. San Francisco.
- Chabel Madonna Mod. Las Vegas.
- Chabel Madonna Mod. Chicago.

Complementos:
- Lazo de Chabel
- Cartera Colección Chabel Madonna.
- Expositor Hexagonal Chabel Madonna.

#### 7. La colección "Chabel Lluvia"
Otra colección de mucho éxito fue Chabel Lluvia. Cada Chabel llevaba conjuntos de ropa totalmente diferentes de muchos colores, con unos paraguas y unas botas de goma de lo más original. Los peinados también son variados y diferentes, siempre manteniendo su clásica forma con su flequillo.
Había la posibilidad de comprar también la muñeca con todos los conjuntos Lluvia.
Los modelos Chabel Lluvia:
- Chabel Lluvia Mod. Otoño.
- Chabel Lluvia Mod. Yellow.
- Chabel Lluvia Mod. Green Park.
- Chabel Lluvia Mod. Oxford Street.
- Chabel Lluvia Mod. Tormenta.
- Chabel Lluvia Mod. Primavera.

Complementos:
- Cartera Colección Chabel Lluvia.
- Expositor Hexagonal Chabel Lluvia.

#### 8. La colección "Chabel Disfraces"
Chabel aparece con seis modelos diferentes que conbinan en un vestdo de paseo y en un disfraz, se complementan con mascaras de colores.
- Chabel Disfraces Mod. Bruja.
- Chabel Disfraces Mod. Arlequín.
- Chabel Disfraces Mod. Hada.
- Chabel Disfraces Mod. Pirata.
- Chabel Disfraces Mod. Conejito.
- Chabel Disfraces Mod. Caperucita Roja.

Complementos:
- Expositor Hexagonal Chabel Disfraces.

#### 9. La colección "Chabel Hospital"
Chabel y Danny son médicos y enfermeros en esta ocasión, totalmente preparados y equipados, para trabajar en el hospital.
Los modelos de Chabel Hospital:
- Chabel Hospital Modelo Urgencia.
- Chabel Hospital Modelo Quirófano.
- Chabel Hospital Modelo Primeros Auxilios.
- Danny Hospital Modelo Anestesista.
- Danny Hospital Modelo Doctor.
- Danny Hospital Modelo Cirujano.

Esta colección se completó en los años noventa con la UVI MOVIL. Una ambulancia que mantenía la misma estructura que la SUPERVAN, pero totalmente equipada y preparada para atender los primeros auxilios.

#### 10. La colección "Chabel Jeans"
Si ya tienes una Chabel está no te la puedes perder....así empezaba el anuncio de Jeans. Con ropa moderna totalmente vaquera siguiendo la moda americana.....con tachuelas y bordados
Los modelos de Chabel Jeans eran:
- Chabel Jeans Mod. Dean.
- Chabel Jeans Mod. Chester.
- Chabel Jeans Mod. Cooper.
- Chabel Jeans Mod. Far-West.
- Chabel Jeans Mod. Dallas.
- Chabel Jeans Mod. Texas.
- Cartera Colección Chabel Jeans.

Complementos:
- Expositor Hexagonal Chabel Jeans.

#### 11. La colección "Chabel Jeans Best Model"
Se completa la colección Jeans con nuevos y actuales conjuntos
Los modelos de Chabel Jeans Best Model eran:
Colección Jeans Best Model:
- Chabel Jeans Mod. New Jeans.
- Chabel Jeans Mod. Spring Jeans.
- Chabel Jeans Mod. City Jeans.
- Chabel Jeans Mod. Country Jeans.
- Chabel Jeans Mod. Blue Jeans.
- Chabel Jeans Mod. Liberty Jeans.

#### 12. La colección "Chabel Lencería 1-2"
Conjuntos de noche para dormir donde Chabel aparece en su faceta más íntima.
Los modelos de Chabel Lencería 2:
- Chabel Lencería Mod. Chic.
- Chabel Lencería Mod. Coquette.
- Chabel Lencería Mod. Caprice.
- Chabel Lencería Mod. Magic.

13. Chabel "Sol y nieve"
Chabel y Danny disfrutan con su moto acuática  en verano que se convierte en una moro de nieve para el invierno

## Segunda Etapa

### Colecciones años 1990-1992: Chabel-Nueva Imagen
Con el cambio de década, en 1990 también aparecen cambios en el cuerpo de Chabel, que nos hacen hablar de una nueva imagen mucho más fresca:
Se modifica ligeramente la cara: los ojos más redondos y el trazo de pestañas más fino, en cambio los labios son más gruesos y grandes y con colores vivos. La cabeza es más grande y redonda, los brazos son más finos, se consiguen el ángulo de 90 grados al doblar las piernas y aparece la marca FEBER en la nuca de la muñeca.
El pelo en algunas Chabel es larguísimo incluso por debajo de la cintura (Chabel Julieta) y en otras el flequillo no está pegado a la frente sino alborotado y despuntado (Chabel Yeyé y Chabel Jardinera)siguiendo la moda de la época.

#### 1. La colección "Chabel Agatha Ruiz de la Prada"
Con originales modelos diseñados por Agatha Ruiz de la Prada, que se decide a vestir a Chabel que lleva el mismo corte de pelo que la famosa diseñadora.
- Chabel Mod. Agatha Flores.
- Chabel Mod. Agatha Aro.
- Chabel Mod. Agatha Flotador.
- Chabel Mod. Agatha Caramelo.
- Chabel Mod. Agatha Corazón.
- Chabel Mod. Agatha Estrella.
- Chabel Mod. Agatha Paraguas

#### 2. La colección "Chabel Star"
Chabel se convierte en estrella de cine en estos seis modelos. Se completa con una silla de actriz para la muñeca, un póster y una chaqueta. Se vendía Chabel por separado o en un Pack con Danny. El peinado decla muñeca es una melena larga por debajo de la cintura con flequillo y de color rubio o castaño.
Los modelos de Chabel Star eran:
- Chabel y Danny Mod. Cleopatra.
- Chabel Star Mod. Cleopatra.
- Chabel y Danny Mod. Lo que el viento se llevó.
- Chabel Star Mod. Lo que el viento se llevó.
- Chabel y Danny Mod. Romeo y Julieta.
- Chabel Star Mod. Romeo y Julieta.
- Chabel y Danny Mod. Las mil y una noches.
- Chabel Star Mod. Las mil y una noches.
- Chabel y Danny Mod. Alma Zíngara.
- Chabel Star Mod. Alma Zíngara.
- Chabel y Danny Mod. Caravana hacia el oeste
- Chabel Star Mod. Caravana hacia el oeste.

#### 3. La colección "Chabel Navy Club"
Chabel más marinera que nunca en esta fresca colección con diferentes y coloridos conjuntos, ideales para viajar por el mar. El peinado de la muñeca es una melena por los hombros y su característico flequillo. El color de pelo es rubio o castaño. 

Los modelos de Chabel Navy Club eran:
- Chabel Mod. Navy Rosa.
- Chabel Mod. Navy Amarillo.
- Chabel Mod. Navy Celeste.
- Chabel Mod. Navy Verde.
- Chabel Mod. Navy Rojo.
- Chabel Mod. Navy Marino.
- Danny Navy Mod. Dedalo.
- Danny Navy Mod. Titanic.
- Danny Navy Mod. Queen Mary.
- Chabel y Danny Navy Mod. St. Tropez.
- Chabel y Danny Navy Mod. Capri.
- Chabel y Danny Navy Mod. Acapulco.

#### 4. La colección "Chabel Tutti-Fruti"
Surtido de frutas, surtido de Chabel, está vez nos presentan una serie de divertidos conjuntos inspirados en frutas. Como siempre Danny es su fiel compañero que aparece en tres versiones diferentes. Una moda fresca y muy noventera. El peinado de la muñeca es media melena con su característico flequillo en color rubio y castaño.
Los modelos de Chabel Tutti-Fruti eran:
- Chabel Tutti-Fruti Mod. Piña.
- Chabel Tutti-Fruti Mod. Pera.
- Chabel Tutti-Fruti Mod. Sandía.
- Chabel Tutti-Fruti Mod. Manzana.
- Chabel Tutti-Fruti Mod. Plátano.
- Chabel Tutti-Fruti Mod. Fresa.
- Danny Tutti-Fruti Mod. Sandía.
- Danny Tutti-Fruti Mod. Piña.
- Danny Tutti-Fruti Mod. Plátano
- Chabel y Danny Tutti-Fruti Mod. Sandía.
- Chabel y Danny Tutti-Fruti Mod. Plátano.
- Chabel y Danny Tutti-Fruti Mod. Piña.

#### 5. La colección "Chabel Ski"
La moda de la alta montaña llega a esta colorida colección con unos conjuntos perfectos para la nieve. Chabel puede disfrutar del esquí totalmemte equipada. En esta ocasion los peinados son melenas largas escalonadas de color rubio y castaño. Tambien aparecen modelos con media melena.
Los modelos de Chabel Ski eran:
- Chabel Ski Mod. Baqueira.
- Chabel Ski Mod. Cerler.
- Chabel Ski Mod. Candanchu.
- Chabel Ski Mod. Les Arcs.
- Chabel Ski Mod. Navacerrada.

#### 6. La colección "Chabel Jardinera"
Los modelos de Chabel Jardinera eran:
- Chabel Jardinera Mod. Tulipán.
- Chabel Jardinera Mod. Margarita.
- Chabel Jardinera Mod. Camelia.
- Chabel Jardinera Mod. Orquídea.
- Chabel Jardinera Mod. Dalia.
- Chabel Jardinera Mod. Violeta.

Complementos:
- El Invernadero de Chabel.

#### 7. La colección "Chabel Ye-Ye"
Los modelos de Chabel Ye-Ye eran:
- Chabel Ye-ye Mod. Rocko-Pop.
- Chabel Ye-ye Mod. Number One.
- Chabel Ye-ye Mod. Single Rock.
- Chabel Ye-ye Mod. Pop-Hits.
- Chabel Ye-ye Mod. Sound Five.
- Chabel Ye-ye Mod. Discomania.
- Danny Ye-ye Mod. Rocko-Pop.
- Danny Ye-ye Mod. Sound-Single.
- Danny Ye-ye Mod. Duncan.
- Chabel y Danny Ye-ye Mod. Rocko-Pop.

#### 8. La colección "Chabel Burger"
● Chabel Burger.
● Danny Burger.
Complementos:
● Burger de Chabel.

### Chabel Family: La Familia de Chabel
Una de la novedades más importantes es que en 1990 aparece la familia de Chabel:
Papá de Chabel, Máma de Chabel y sus hermanitos Melli y Zos

#### 1. Papa de Chabel
El papá de Chabel es alto con el pelo castaño y los ojos marrones. Chabel disfruta mucho de su tiempo con él. Tiene muchos conjuntos; para ir a la oficina, a la playa, a pescar con los mellizos...
Los modelos de Papa de Chabel eran:
- Papa de Chabel Mod. ejecutivo.
- Papa Modelo Esquí.
- Papa y Mellizos Mod. Pesca.
- Papa y Mellizos Mod. Lluvia.

La ropa de Papa:
- Modelo business.
- Modelo pesca.
- Modelo week-end.
- Modelo Béisbol.
- Modelo Pic-Nic.
- Modelo Despertar.

#### 2. Mama de Chabel
La mama es Chabel es muy guapa, alta con los ojos azules y una melena rubia ondulada. Le encanta pasar su tiempo con Chabel, siempre muy elegante y a la moda.
Los modelos de Mama de Chabel eran:
- Mama de Chabel Mod Elegance.
- Mama Modelo Esquí.
- Mama de Chabel con traje de Gala.
- Mama y Mellizos Mod. Compras.
- Mama y Mellizos Mod. Felices.
- Mama y Mellizos Mod. Campo.
- Mama y Mellizos Mod. Paseo.

La ropa de Mama:
- Modelo elegence.
- Modelo playa.
- Modelo sport.
- Modelo Tenis.
- Modelo Pic-Nic.
- Modelo Despertar.

#### 3. Hermanitos de Chabel: Melli y Zos
Chabel tiene dos hermanitos mellizos, se llaman Melli y Zos.Son muy traviesos y les encanta jugar con su hermana mayor. Tienen muchos complementos y ropa para combinar. 
- Mellizos Hermanitos de Chabel.
- Mellizos con su columpio-trona y escuela.
- Mellizos con su silla paseo y parque.
- Caja Mediana Nurse Marinos.
- Caja Mediana Nurse Cisnes.
- Caja Mediana Nurse Motoristas.
- Caja Mediana Nurse Tren.
- Caja Mediana Nurse Coches.
- Caja Mediana Nurse Orinales.
- Cajas Mellizos Prismáticos.
- Cajas Mellizos Cantantes.
- Cajas Mellizos Viaje.
- Cajas Mellizos Hobbies.
- Cajas Mellizos Nieve.
- Cajas Mellizos Juegos.
- Mellizos y su Moto Kiosco.
- Mellizos y su Bolso Cuna Doble.
- Mellizos Camping Pesca.
- Mellizos y su Noria Convertible.
- Mellizos y su mini Barquito.

Ropa de Mellizos:
- Modelo parque.
- Modelo toilette.
- Modelo playa.
- Modelo paseo.
- Modelo pic-nic.
- Modelo jardín de infancia.
- Modelo Pesca.
- Modelo Dulces.
- Modelo Esquí.
- Modelo Merienda Hamburguesas.
- Modelo Cocineros.
- Modelo Pijamas.
- Modelo Lluvia.
- Modelo Patinetes.

#### 4. Complementos Chabel Family
- Cocina Compact
- Family Van
- Tienda Nursery
- Escuela cambiador Canguro Center.

### Complementos Chabel
● Fancy Shop, una tienda donde Chabel y su familia pueden encontrar, zapatos, pulseras, pendientes todo para estar a la última moda.

### Última colección

#### 1. La colección "Chabel Tres Deseos"
Chabel Rubí
Chabel Turquesa 
Chabel Esmeralda.
Última colercion de Chabel super completa con un conjunto que se combina en tres modelos. Incluía un maletín, un boligrafo pulsera y un moderno portátil.

#### 2. Chabel Super Articulada
Chabel aumenta de tamaño en el año 1992 
Chabel Crece y crece
Chabel Super Zodiaco
Chabel regalo

## Chabel 2024
Próximo relanzamiento de Chabel para septiembre de 2024